# It’s a Beautiful Day
It’s a Beautiful Day — американская рок-группа, образованная в 1967 году в Сан-Франциско, Калифорния певцом и скрипачом-виртуозом Дэвидом ЛаФламме (англ. David LaFlamme) и исполнявшая психоделический прог-рок с элементами джаза, фолка и симфонической музыки.

## История группы
В первый состав группы It’s a Beautiful Day вошли шесть человек: Дэвид ЛаФламме (скрипка, вокал), его жена Линда (англ. Linda LaFlamme, клавишные), Патти Сантос (англ. Pattie Santos, вокал), Хэл Вагенет (англ. Hal Wagenet, гитара), Митчелл Холман (англ. Mitchell Holman, бас-гитара) и Вэл Фуэнтес (англ. Val Fuentes, ударные). Группа дебютировала в июне 1969 года с альбомом It’s a Beautiful Day, изданным лейблом Columbia Records,, который поднялся до #47 в Billboard 200. Определённый успех имел и сингл «White Bird», который стал радиохитом и визитной карточкой группы (но в Billboard Hot 100 не вошёл, остановившись на #118).
Дебютный альбом был тепло встречен критикой, однако почти сразу же в группе начались перемены состава, предопределившие упрощение звучания. Брак Дэвида и Линды ЛаФламме распался, и Линда ушла из группы (в Titus' Mother), её заменил клавишник Фред Вэбб (англ. Fred Webb). В этом составе It’s a Beautiful Day записали свой второй альбом Marrying Maiden, в котором принимали участие несколько приглашённых музыкантов, в том числе, Джерри Гарсия из Grateful Dead. Этот альбом, изданный в июне 1970, поднялся до #28 в Billboard 200 и до #45 в Великобритании.
Вскоре после выхода второго альбома группу покинули Холман и Вагенет, их заменили Tom Fowler и Bill Gregory. После этого It's a Beautiful Day выпустили ещё два студийных альбома: Choice Quality Stuff/Anytime (1971) и It's a Beautiful Day... Today (1973), а также один концертный альбом. В 1973 году в результате конфликта по поводу авторских отчислений основатель группы Дэвид ЛаФламме был вытеснен из ансамбля, и в 1974 году она распалась, выпустив компиляцию 1001 Nights.
ЛаФламме в 1977 году начал сольную карьеру с White Bird. Патти Сантос погибла 14 декабря 1989 года в автокатастрофе.
В 1997 году It’s a Beautiful Day воссоединились, но из-за конфликта с менеджером сменили название на David LaFlamme Band. Группа в составе, возглавляемом ЛаФламме и Фуэнтесом, продолжает гастролировать (в частности, с Jefferson Starship, 2007). В 1998 году два первые и самые успешные диска группы — It’s a Beautiful Day и Marrying Maiden — были переизданы в виде двойного альбома.
It's a Beautiful Day время от времени воссоединялись для воссоединений и специальных концертов. Музыка группы продолжалась под названием David LaFlamme Band, а также It's a Beautiful Day, пока Кац не позволил своей торговой марке имени остаться невозобновленной, и использование It's a Beautiful Day было официально возобновлено.
С 2000 года It's a Beautiful Day включали основателя Дэвида ЛаФламме и оригинального барабанщика Фуэнтеса. Другими участниками группы являются нынешняя жена ЛаФламме, с которой он познакомился в 1974 году, Линда Бейкер ЛаФламме (вокал), Тоби Грей (бас), Гэри Томас (клавишные), Роб Эспиноза (гитара) и Майкл Причард (ударные). Этот состав был самой долгоиграющей группой, которая когда-либо исполняла материал группы. В 2014 году Роб Каннингем заменил Эспиносу на соло-гитаре. Роб Эспиноза вернулся в качестве соло-гитары в 2018 году.
В 2009 году Дэвид ЛаФламме начал играть с Phil Lawrence Band и преобразовал группу в It's A Beautiful Day Acoustic. Группа играла акустические версии самых известных оригиналов с ранних альбомов, а также инструментальные оригинальные композиции Фила Лоуренса на мандолине. Они выступали до пандемии в марте 2020 года.
В последующие годы ЛаФламме страдал болезнью Паркинсона. Он умер 6 августа 2023 года в Санта-Розе, Калифорния, в возрасте 82 лет.
Линда ЛаФламме умерла от сосудистой деменции 23 октября 2024 года в возрасте 85 лет.

## Дискография

### Студийные альбомы
- It’s a Beautiful Day (1969) US Album Chart # 47/UK Album Chart No. #58, 1970 (США: Золотой[11])
- Marrying Maiden (1970) US Album Chart # 28/UK Album Chart # 45, 1970
- Choice Quality Stuff/Anytime (1971) US Album Chart # 130
- It’s a Beautiful Day…Today (1973) US Album Chart # 114[2]

### Прочие релизы
- Live At Carnegie Hall (1972) US Album Chart # 144
- 1001 Nights (сборник) (1974)
- White Bird Amherst Records (1977)
- Inside Out Amherst Records (1978)
- It’s A Beautiful Day / Marrying Maiden (перевыпуск) (1998)
- Beyond Dreams (2003)
- David LaFlamme — Live in Seattle (2003)
- David LaFlamme — Misery Loves Company (2005)
- Live at the Fillmore '68 (Classic Music Vault, 2013), с DVD The David LaFlamme Story

### Синглы
- «Bulgaria» / «Aquarian Dream» (1968) Sound 7
- «White Bird» / «Wasted Union Blues» (1969) Columbia 44928
- «Soapstone Mountain» / «Good Lovin'» (1970) Columbia 45152
- «The Dolphins» / «Do You Remember The Sun» (1970) Columbia 45309
- «Anytime» / «Oranges and Apples» (1972) Columbia 45536
- «White Bird» (live) / «Wasted Union Blues» (live) (1973) Columbia 45788
- «Ain’t That Lovin' You Baby» / «Time» (1973) Columbia 45853

## Состав
Текущий состав
- Линда Бейкер ЛаФламме  –  вокал (1997-настоящее)
- Вэл Фуэнтос[англ.] –  ударные (1967–1973, 1997–настоящее)
- Тоби Грэй –  бас-гитара (2000-настоящее)
- Гэри Томас  –  клавишные (2000-настоящее)
- Роб Эспиноза — гитара, бэк-вокал (2000—настоящее)
- Майкл Причард — перкуссия (2006 — настоящее время)

Бывшие участники
- Дэвид ЛаФламме[англ.] –  вокал, скрипка, ритм-гитара (1967—1972, 1997-2023; умер в 2023)
- Пэтти Сантос –  вокал, перкуссия (1967–1973; умерла в 1989)
- Митчелл Холлман –  бас-гитара (1967–1971 плюс различные воссоединения)
- Хэл Уогнет –  гитара (1968–1971 плюс различные воссоединения)
- Линда ЛаФламме  –  клавишные (1967–1969; умерла в 2024)
- Фред Уэбб –  клавишные (1969–1973; умер в 1990)
- Том Фаулер[англ.] –  бас-гитара (1971–1972), умер в 2024 году
- Билл Грэгори –  гитара (1971–1974)
- Бад Кокрелл[англ.] –  бас-гитара, вокал (1972-1973; умер в 2010)
- Грэг Блоч –  скрипка, мандолина (1972–1973; умер в 1989)
- Роб Каннингэм –  гитара (2014–2018)

Временная шкала